# Huerteales
Huerteales je malý řád vyšších dvouděložných rostlin. Zahrnuje 4 čeledi. Je to zcela nový řád, který se poprvé objevuje v botanickém systému v roce 2009.

## Popis
Zástupci řádu jsou výhradně stromy a keře se střídavými listy. Listy jsou jednoduché nebo složené (Tapisciaceae), se zpeřenou žilnatinou. Květy jsou pětičetné, pravidelné. Tyčinek je malý počet, většinou 5. Semeník je svrchní (až polospodní), srostlý ze 2 až 3 plodolistů.
Řád Huerteales zahrnuje celkem 24 druhů v 6 rodech a 4 čeledích.

## Rozšíření
Zástupci řádu Huerteales se vyskytují v tropické Americe (Petenaeaceae), disjunktivně v Asii a tropické Americe (Dipentodontaceae a Tapisciaceae) a v Africe (Gerrardinaceae).

## Taxonomie
Huerteales je poměrně nový řád, který se objevuje až v systému APG III z roku 2009, kde jsou do něj řazeny celkem 3 čeledi. V systému APG IV z roku 2016 je sem navíc zařazena nová, monotypická čeleď Petenaeaceae. Rod Petenaea byl předtím veden jako taxon s nejasným zařazením. I zbylé 3 čeledi řádu jsou poměrně nového data a rody v nich obsažené byly v minulosti součástí jiných čeledí: rody Dipentodontaceae byly řazeny do jesencovitých (Celastraceae), rody Tapisciaceae do klokočovitých (Staphyleaceae) a rod Gerrardina z čeledi Gerrardinaceae do dnes již neexistující čeledi Flacourtiaceae.

## Přehled čeledí
- tapisciovité (Tapisciaceae)
- Dipentodontaceae
- Gerrardinaceae
- Petenaeaceae[4]